# 毛茶
毛茶（学名：Antirhea chinensis）为茜草科毛茶属下的一个种。

## 扩展阅读
- 維基物種上的相關：毛茶